# 알아헤드 FC
알아헤드 FC(아랍어: نادي العهد الرياضي)는 베이루트를 연고로 하는 레바논의 축구단이다. 현재 레바논 프리미어리그에 참가하고 있다.

## 우승

### 국내
- 레바논 프리미어리그 (9): 2007–08, 2009–10, 2010–11, 2014–15, 2016–17, 2017–18, 2018-19, 2021-22, 2022-23
- 레바논 FA컵 (6): 2003–04, 2004–05, 2008–09, 2010–11, 2017–18, 2018–19
- 레바논 슈퍼컵 (7): 2008, 2010, 2011, 2015, 2017, 2018, 2019
- 레바논 엘리트컵 (5): 2008, 2010, 2011, 2013, 2015
- 레바논 연맹컵 (1): 2004

### 국제
- AFC컵 (1): 2019

## 선수 명단

### 현역
참고: FIFA 자격 규정에 따라 소속된 국가대표팀 국기를 표시합니다. 선수는 복수의 FIFA 비회원국 국적을 가지고 있을 수 있습니다.
| 번호 | 포지션 | 국적       | 이름              |
| ---- | ------ | ---------- | ----------------- |
| 10   | MF     | 레바논     | 모하마드 하이다르 |
| 35   | DF     | 나이지리아 | 필레몬 세이       |

| 번호 | 포지션 | 국적 | 이름 |
| ---- | ------ | ---- | ---- |

## 역대 감독
| 감독         | 임기   |
| ------------ | ------ |
| 자말 알 하지 | 2024 ~ |

틀:알아헤드 FC 선수 명단